# Língua cri
Cri (cree) é uma língua de um povo indígena localizado na América do Norte entre o norte dos Estados Unidos e o Canadá falado por aproximadamente 237.420 pessoas em 2021.

## Gramática

### Alfabeto
Usam um silabário.

#### Exemplos[3]
ᓂ = ni, ᐤ = u, ᓀ = ne, ᔥ = sh, ᒡ = ch, ᑐ = tu, ᐱ = pi, ᐯ = pe, ᔭ = ya, ᒥ = mi, ᔪ = yu, ᔓ = shu.
Um ponto sobre o símbolo duplica sua vogal (ᓃ = nii)

### Números[4]
- 1 peyakw ᐯᔭᒄ
- 2 niishu ᓃᔓ
- 3 nishtu ᓂᔥᑐ
- 4 neu ᓀᐤ
- 5 niyaayu ᓂᔮᔪ
- 6 kutwaashch ᑯᐧᑖᔥᒡ
- 7 niishwaashch ᓃᐧᔖᔥᒡ
- 8 niiyaanaaneu ᓂᔮᓈᓀᐤ
- 9 peyakushteu ᐯᔭᑯᔥᑌᐤ
- 10 mitaaht ᒥᑖᐦᑦ